# 1668 en France
Chronologie de la France
- 1664
- 1665
- 1666
- 1667
- 1668
- 1669
- 1670
- 1671
- 1672

Cette page concerne l’année 1668 du calendrier grégorien.

## Événements
- 19 janvier : traité secret de Vienne entre l’ambassadeur de France Grémonille et Léopold Ier pour la succession d'Espagne[1].
- 23 janvier : triple alliance de La Haye entre l’Angleterre, les Provinces-Unies et la Suède contre la France[2].
- 1er février : Condé envahit la Franche-Comté[3], conquise le 19[1].
- 7 février : Condé prend Besançon[3].
- 13 février : Dole se rend[4].
- 2 mai : paix d’Aix-la-Chapelle. Fin des guerres de Dévolution, l’Espagne perd la Flandre méridionale, Lille et quelques enclaves au nord (Oudenaarde, Ath, Binche, Charleroi) au profit de la France. La France se retire de Franche-Comté[2].
- 3 juin : Vauban est nommé gouverneur de la citadelle de Lille[5].
- 10 juillet : Louvois déclare que le roi est disposé à maintenir les privilèges des villes de Flandre conquises auparavant. (Lille, Douai, Valenciennes et Cambrai)[6].

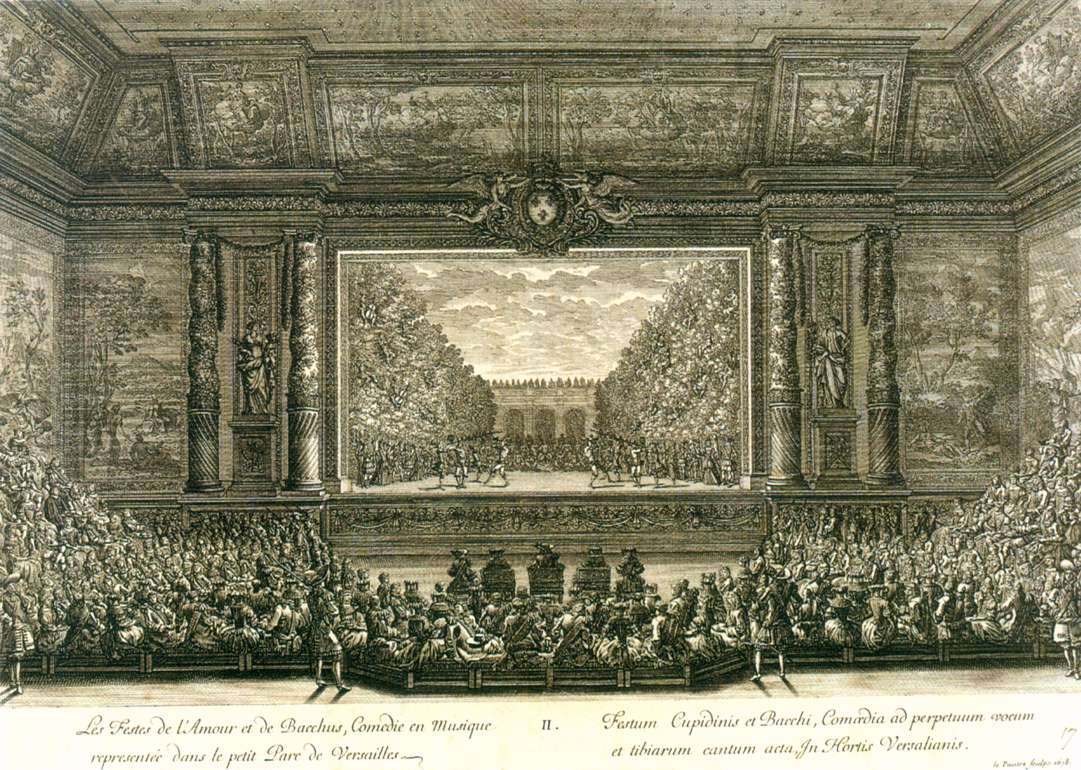
Les Fêtes de l’Amour et de Bacchus, dernier intermède de George Dandin, gravure de Jean Lepautre.

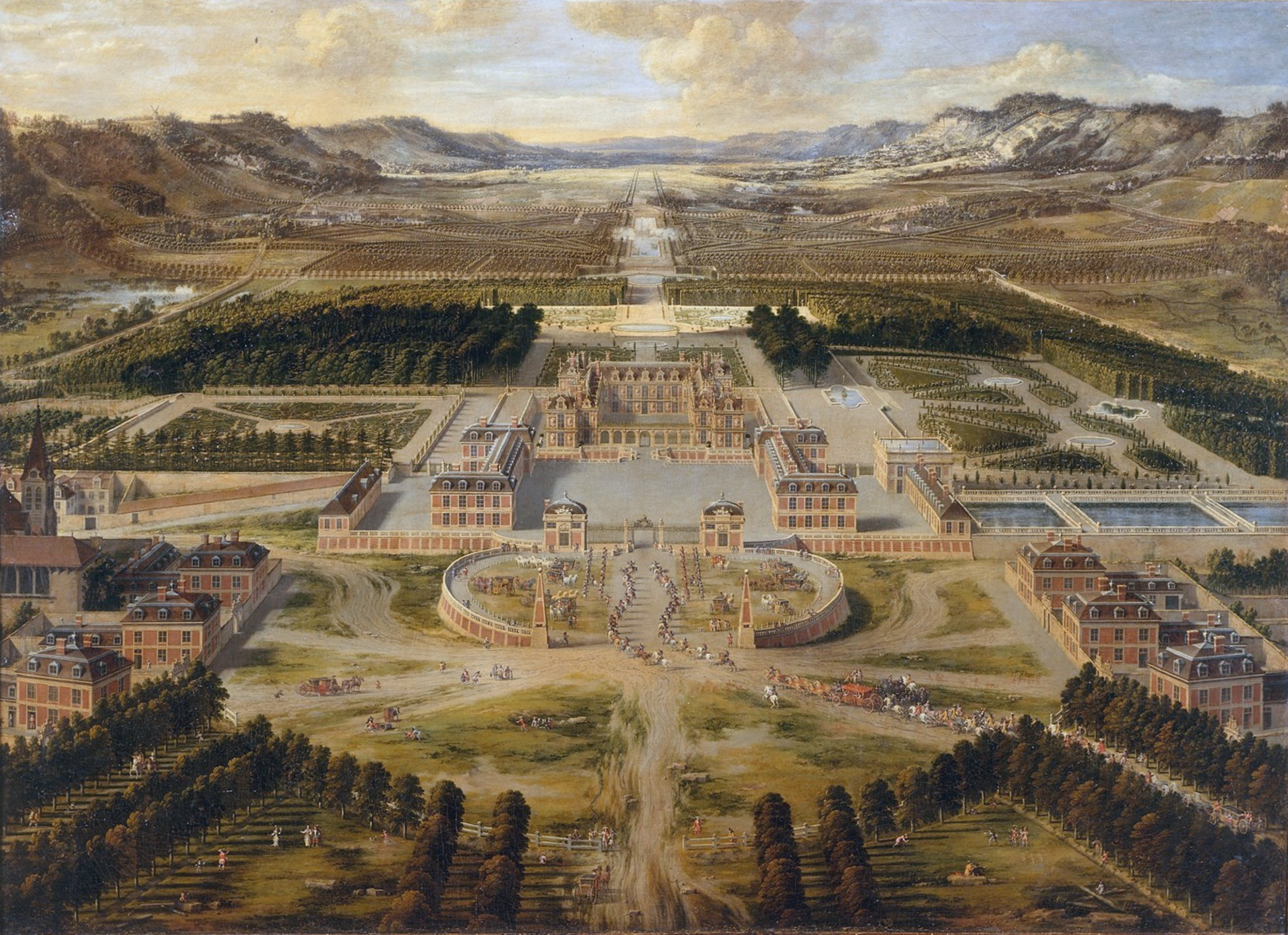
Le Château de Versailles en 1668, Pierre Patel.

- 18 juillet : à Versailles, « Grand Divertissement royal » célébrant le traité d’Aix-la-Chapelle ; représentation de George Dandin, une comédie-ballet de Molière, avec musique de Lully. LA fête rassemble 3 000 invités[7].
- 31 août-26 septembre : séjour de l’ambassade russe à Paris ; elle est reçue par le roi à trois reprises à Saint-Germain[8]. Pyotr Potemkin (en) rencontre Hugues de Lionne et Colbert. Ils négocient pour une liberté de commerce réciproque[9].
- 22 septembre : ordonnance royale généralisant le système « l’inscription maritime »[10].
- 28 septembre : le pape Clément IX félicite les évêques d'Alet, de Pamiers, de Beauvais et d'Angers de la parfaite obéissance avec laquelle ils ont souscrit et fait souscrire sincèrement le formulaire ; il décide de ne pas le publier. Le compromis arrête la querelle entre l’Église officielle et la minorité janséniste. C’est la  « paix de l’Église » (officiellement le 19 janvier 1669)[11].
- 13 octobre : le nonce reçoit Antoine Arnauld[11].
- 23 octobre : Turenne se convertit au catholicisme sous l’influence de Bossuet[12].
- 24 octobre : Antoine Arnauld est reçu par le roi à Saint-Germain en Laye[11].
- 31 octobre : Lemaistre de Sacy et Nicolas Fontaine, libérés, quittent la Bastille où ils étaient enfermés depuis 1666[11].
- 24 décembre : Louvois est nommé surintendant des postes[13].

- Recherche des faux nobles en Languedoc par l’intendant Claude Bazin de Bezons[14].
- Début du creusement du Grand Canal de Versailles[15].
- Dom Pérignon prend ses fonctions de cellérier (économe) et de procureur à l’abbaye bénédictine d’Hautvillers. On lui attribue l’invention du vin mousseux de champagne[16].